# Blonville-sur-Mer

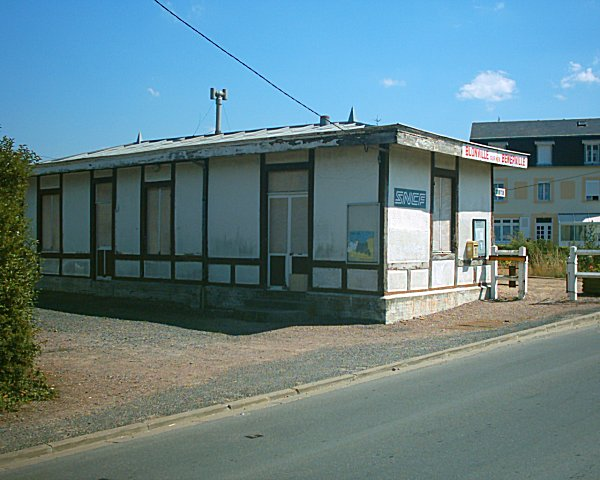
Gare de Blonville-Bénèrville

Blonville-sur-Mer – miejscowość i gmina we Francji, w regionie Normandia, w departamencie Calvados.
Według danych na rok 1990 gminę zamieszkiwały 1062 osoby, a gęstość zaludnienia wynosiła 156 osób/km² (wśród 1815 gmin Dolnej Normandii Blonville-sur-Mer plasuje się na 211. miejscu pod względem liczby ludności, natomiast pod względem powierzchni na miejscu 732.).